# Ramanův jev

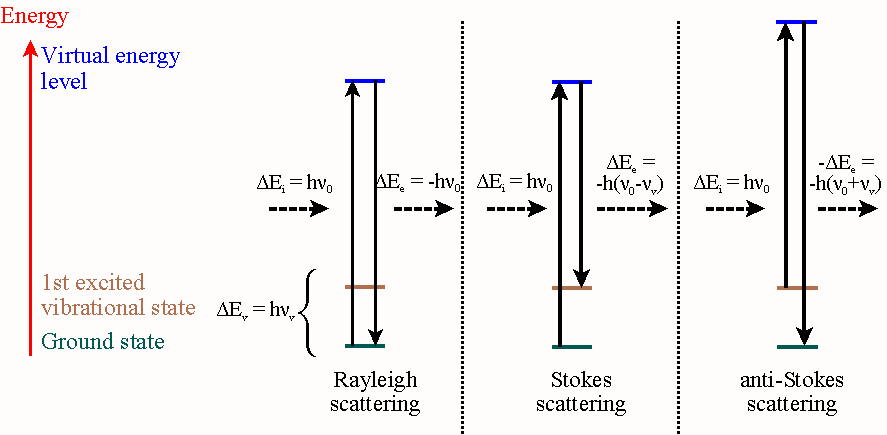
Ramanův rozptyl je ukázán na 2. a 3. diagramu

Ramanův jev nebo též Ramanův rozptyl je jev vznikající při interakci mezi fotony dopadajícího světla s vibračními a rotačními stavy atomů nebo molekul (optických fononech), kdy rozptýlené záření má jinou vlnovou délku (resp. energii fotonů) než dopadající záření.
Je-li dopadající energie fotonů rovna {\displaystyle E_{0}=\hbar \omega }, pak záření rozptýlené prostřednictvím Ramanova rozptylu má energii fotonů rovnou {\displaystyle E=\hbar \omega \pm \Omega } kde {\displaystyle \Omega } odpovídá energetickému rozdílu kvantových hladin dané látky. Rozptýlené světlo má frekvenci {\displaystyle \omega _{S}=\omega -n\Omega } (n-tý Stokes) nebo {\displaystyle \omega _{A}=\omega +n\Omega } (n-tý anti-Stokes). Při Stokesově rozptylu má vyzářený foton nižší energii než dopadající foton (tj. látka absorbuje část energie). Při anti-Stokesově rozptylu má vyzářený foton vyšší energii než dopadající foton (tj. látka ztrácí část energie). Podle hodnot {\displaystyle \Omega } lze pak usuzovat na některé fyzikální vlastnosti dané látky.
Teoreticky existenci Ramanova jevu předpověděl rakouský fyzik Adolf Smekal v září r. 1923, jeho práce však zůstala téměř bez povšimnutí. Za experimentální objev tohoto jevu v r. 1928 obdržel pak v roce 1930 sir Chandrasekhara Venkata Raman Nobelovu cenu za fyziku. O několik měsíců před Ramanem byl tento jev pozorován sovětskými fyziky G. S. Landsbergem a L. I. Mandelštamem při rozptylu světla v krystalech. V literatuře se proto můžeme setkat též s výrazy: kombinační rozptyl, Mandelštamův rozptyl či Smekalův-Ramanův rozptyl.
O vypracování systematické teorie Ramanova rozptylu se brzy po jeho experimentálním objevu zasloužil zejména československý fyzik Georg Placzek v letech 1930–1934; zejména Placzkova práce z r. 1934 je ve spektroskopii považována za klasickou a je dodnes hojně citována. V této souvislosti bývá Placzek historiky vědy uváděn jako příklad toho, že když experimentátor i teoretik vykonají ve vědě práci „nobelovského“ významu, oceněn bývá zpravidla experimentátor.